# Mya
Mya Marie Harrison (* 10. října 1979 Washington, D. C.) je americká R'n'B a popová zpěvačka. Jako malé dítě chodila na hodiny baletu. V pubertě jí však její srdce stáhlo k hudbě, u které zůstala. Své první demo album vydala díky svému otci, když jí bylo 15 let. V šestnácti letech podepisuje Mya smlouvu s Interscope Records.

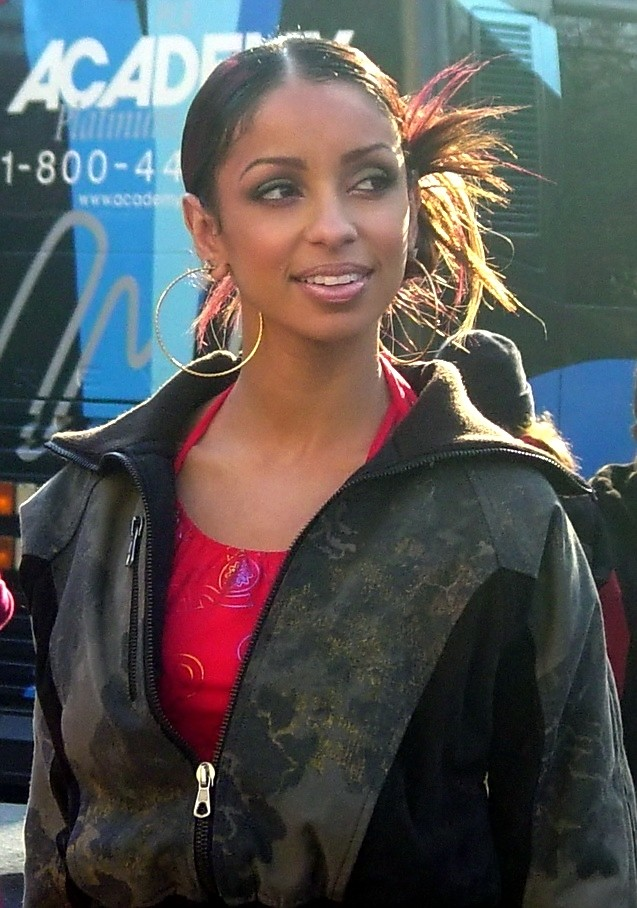
Mya v roce 2003

## Diskografie
- Mya – 1998
- Strach z létání (Fear of Flying) – 2000
- Moodring (Moodring) – 2003
- Osvobození (Liberation) – 2007
- Sugar & Spice – 2008
- KISS – 2011